# Campionato iracheno di calcio
Il campionato iracheno di calcio, organizzato dalla Federazione calcistica dell'Iraq, è articolato su quattro livelli: il massimo livello nazionale, la Prima Lega, a cui prendono parte 20 squadre, il secondo livello, detto Prima Divisione, cui prendono parte 24 squadre, il terzo livello, la Seconda Divisione, e il quarto livello, la Terza Divisione.

## Struttura
| Livello | Divisioni                                 |
| ------- | ----------------------------------------- |
| 1       | Prima Lega 20 squadre                     |
| 2       | Prima Divisione 24 squadre                |
| 3       | Seconda Divisione 126 squadre (18 gironi) |
| 4       | Terza Divisione 173 squadre (13 gironi)   |